# El Pensamiento
El Pensamiento es una localidad argentina del partido de Coronel Pringles, provincia de Buenos Aires.

## Población
Cuenta con 12 habitantes (Indec, 2010), lo que representa un decremento del 54% frente a los 26 habitantes (Indec, 2001) del censo anterior.
| Gráfica de evolución demográfica de El Pensamiento entre 1991 y 2010 |
|                                                                      |
| Fuente: Censos nacionales del INDEC                                  |

## Historia
La construcción de su estación finalizó en 1910 a cargo del Ferrocarril Rosario a Puerto Belgrano.
El pueblo y la estación tomaron su nombre de una estancia cercana. En su apogeo había tres almacenes, el más grande llevaba el nombre del pueblo, era parada de carretas. Todavía pueden verse numerosas ruinas. La suerte cambió, tras la clausura en 1977  y posterior levantamiento, el pueblo que supo tener  1000 habitantes en la bella pradera del partido de Coronel Pringles sufrió el éxodo de casi todos sus pobladores. Para acelerar la desaparición del pueblo las casas vacías fueron a remate al poco tiempo y la nueva tecnología agrícola alejó las multitudes que venían para la cosecha a las estancias vecinas.
Actualmente, El Pensamiento mantiene cuatro habitantes. Los pocos residentes buscan darle un impulso de turismo rural y buscan reabrir el viejo almacén que está desocupado que en 2023 está en alquiler. Aun se mantiene en pie también la estación y la escuela rural que cuenta con alrededor de 10 alumnos. Solo la escuela tiene energía solar y el resto del pueblo tampoco tiene señal de celular.
Es un importante destino para el senderismo y el turismo rural que busca lugares históticos.